# Parroquia de San José de Jatibonico y Arroyo Blanco

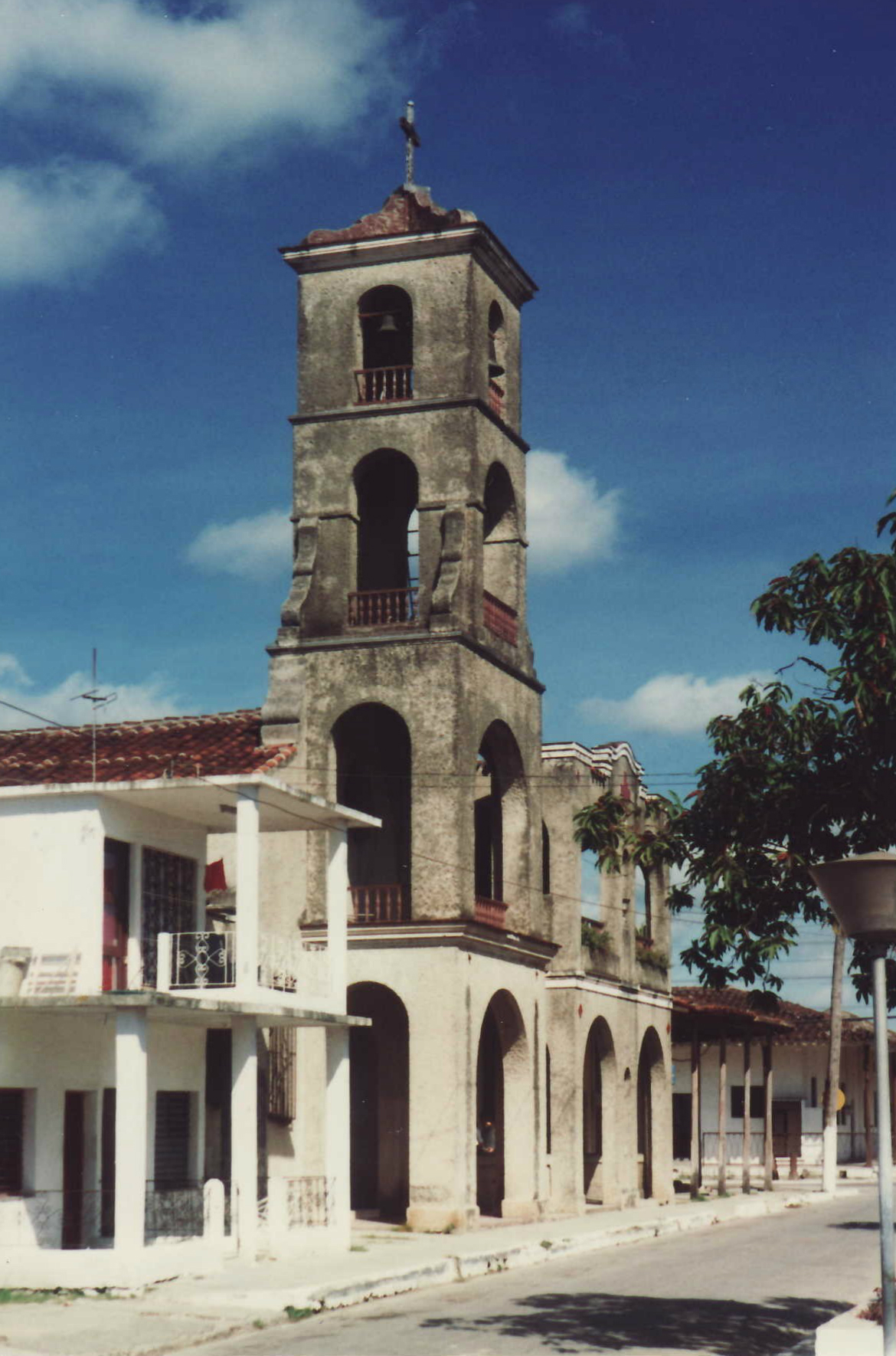
Iglesia parroquial de Jatibonico, vista desde el sur en la esquina donde confluyen las calles Céspedes y Cisneros.

La Parroquia de San José de Jatibonico y Arroyo Blanco es la única parroquia existente en el territorio que ocupa todo el término municipal de Jatibonico, en la provincia de Sancti Spíritus, región central de Cuba. Su territorio cubre una superficie de 1488 kilómetros cuadrados.

## Ubicación y límites
Sus límites eclesiales se corresponden con los antiguos lindes municipales de 1904 y 1915, a los que se le añaden los nuevos límites al Este del río Jatibonico del Sur, según la nueva división político-administrativa de Cuba de 1976.
Sus límites civiles se corresponden:
- al Noroeste con el municipio de Yaguajay,
- al Este con el de Taguasco,
- y al Suroeste con el de La Sierpe, todos en la misma provincia de Sancti Spíritus.
- Al Noreste con el municipio de Florencia (Cuba),
- y al Este y Sureste con el de Majagua, ambos en la provincia de Ciego de Ávila.
Desde el punto de vista eclesial o canónico sus límites son los siguientes:
- Al Noreste con la capilla de Nuestra Señora de la Caridad de Florencia, perteneciente a la parroquia de la Inmaculada Concepción de Chambas,
- al Este con la cuasiparroquia de San José de Majagua, adscrita a la Catedral de San Eugenio de la Palma de Ciego de Ávila, ambas de la misma diócesis de Ciego de Ávila.
- Al Noroeste limita con las capillas de San Antonio de Padua de Mayajigua perteneciente a la parroquia de San José de Yaguajay y con la capilla de San José de Iguará, dependiente de la parroquia de Nuestra Señora del Carmen de Meneses.
- al Oeste con la capilla del Niño Jesús de Praga de Taguasco, perteneciente a la parroquia de Santo Tomás de Aquino de Zaza del Medio,
- al Suroeste con la parroquia de San Antonio Abad de El Jíbaro; todas estas en la provincia de Sancti Spíritus y diócesis de Santa Clara.
- Al Sur tiene por límite geográfico natural el mar Caribe.
Dicha parroquia forma parte de la Diócesis de Ciego de Ávila, sufragánea de la Arquidiócesis de Camagüey, pero enclavada dentro de la provincia de Sancti Spíritus.
El nombre original de la parroquia era San José de Arroyo Blanco, donde tuvo su sede primigenia hasta principios del siglo XX. 

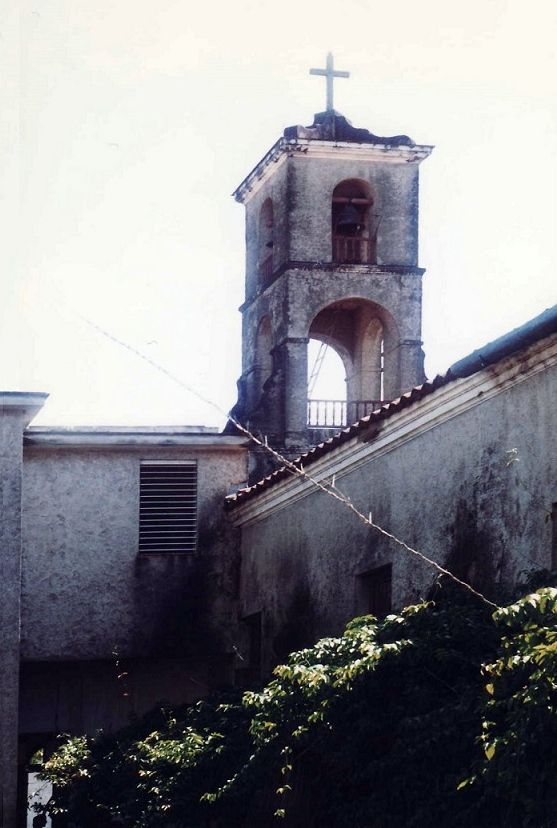
Nave exterior del templo parroquial visto desde el fondo del antiguo patio ajardinado con la casa rectoral y el campanario al fondo.

## Historia eclesiásticade su territorio
Desde el punto de vista eclesial todo el territorio que actualmente ocupa Jatibonico, que en aquellas épocas todavía distaba mucho de ser colonizado, pasó a depender -como todo el Nuevo Mundo, "descubierto" por Cristóbal Colón y bajo el mandato de los Reyes Católicos-, del Arzobispado de Sevilla hasta tanto la Evangelización en los nuevos territorios recién colonizados comenzará a dar sus frutos y se fuesen creando nuevas estructuras y jurisdicciones eclesiásticas bajo la autoridad conferida por las cláusulas establecidas en las Bulas Alejandrinas y el subsiguiente Tratado de Tordesillas.
De esta forma y resumiendo la historia por períodos podemos sintetizarlo como sigue:
Entre 1494 y 1511: Territorio dependiente de la Arquidiócesis de Sevilla.
Entre 1511 y 1518: Pasa a la jurisdicción de la diócesis de Concepción de la Vega, (la primera diócesis creada en América, en la Isla de La Española), que cubría a toda la Isla de Cuba, siendo esta diócesis sufragánea de la antes mencionada de Sevilla, en España.
Entre 1518 y 1522: Se crea la nueva diócesis de Cuba, con sede en Baracoa, que entre estos años fue la primera capital de Cuba y que también es creada como diócesis sufragánea de Sevilla.
Entre 1522 y 1546: Se cambia el nombre y la sede de la primitiva diócesis de Baracoa, por el de diócesis de Santiago de Cuba, estableciéndose la capitalidad de la Isla y de su única diócesis en dicha ciudad oriental. Sigue siendo sufragánea del Arzobispado sevillano.
Entre 1546 y 1787: En 1546, la diócesis de Santiago de Cuba pasa a ser sufragánea de la nueva y primera Provincia Eclesiástica en América que fue la de Santo Domingo en la actual República Dominicana (la de Concepción de la Vega fue suprimida en 1527). De esta manera queda todo el territorio de Jatibonico como parte de la diócesis santiaguera hasta el año 1787, dependiendo como casi toda esa zona centro oriental de la isla de la Iglesia Parroquial Mayor del Espíritu Santo de la villa de Sancti Spíritus, hasta la posterior creación de las villas de Morón y de Ciego de Ávila.
Entre 1787 y 1903: En 1787 se crea la diócesis de La Habana y se divide toda la isla entre estas dos diócesis que continúan siendo sufragáneas de Santo Domingo. La frontera entre ambas diócesis se establece en La Trocha, quedando las parroquias de San Eugenio de la Palma de Ciego de Ávila y Nuestra Señora de la Candelaria de Morón como los límites más orientales de la nueva circunscripción habanera. En aquellos años finales del siglo XVIII el hato de Arroyo Blanco poseía tan sólo una ermita o capilla dependiente de la parroquia moronense. En 1803, la diócesis de Santiago de Cuba, fue elevada al rango de Arzobispado, dejando de depender en ese entonces la Isla de la Santo Domingo y pasando la diócesis habanera a ser sufragánea de la Archidiócesis de Santiago de Cuba. En el año de 1819, por decisión del ilustrado obispo habanero D. Juan José Díaz de Espada y Fernández de Landa, comienzan existir libros sacramentales propios de Arroyo Blanco en calidad de Iglesia Auxiliar o subparroquia de Morón En 1854, por disposición de su sucesor como obispo de La Habana, D. Francisco Fleix y Soláns,  es elevada a la condición de Parroquia de Ingreso, continuando su dependencia de la Iglesia Parroquial de Morón.
Entre 1903 y 1913: Luego de la independencia de Cuba de la metrópolis española, el territorio de la parroquia de Arroyo Blanco pasa a ser administrado nuevamente por el Arzobispado de Santiago de Cuba, figurando así en sus libros parroquiales entre las fechas del 20 de abril de 1903 y el 9 de junio de 1913, aunque teóricamente el nuevo obispado de Camagüey fue erigido por bula pontificia fechada el 10 de diciembre de 1912, y la Parroquia de Arroyo Blanco y su capilla de Misión en Jatibonico, quedan englobados dentro del nuevo obispado, todavía se tardó hasta bien entrado el 1914 para que la nueva jurisdicción eclesiástica quedase bien estructurada.

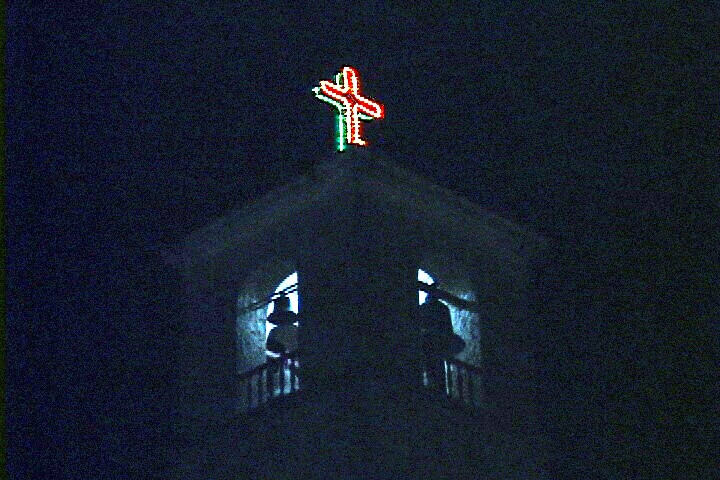
Vista del campanario en medio de las penumbras de la noche con la nueva cruz totalmente iluminada durante la Navidad de 2007.

Entre 1913 y 1996: La parroquia formó parte de la diócesis de Camagüey. En la década de 1910 y hasta finales de la de 1920, la parroquia se trasladó al nuevo municipio de Jatibonico comenzando a funcionar en diversos locales o casas particulares alquiladas y adaptadas a los efectos pastorales. Poco antes de 1930, el obispo diocesano D. Enrique Pérez Serantes, ordena la construcción de una nueva parroquia que es terminada en 1933, siendo inaugurada y consagrada por este mismo prelado. Por esas mismas fechas la titularidad de la antigua parroquia de Arroyo Blanco es extendida hasta Jatibonico.
Entre 1996 y 1998: La parroquia pasa a formar parte de la nueva diócesis de Ciego de Ávila, siendo sufragánea de Santiago de Cuba.
Desde 1998 hasta la actualidad: La Parroquia de San José de Jatibonico y Arroyo Blanco continúa formando parte de la circunscripción avileña, pero es erigida por S.S. San Juan Pablo II una tercera Archidiócesis en Cuba, la de Camagüey, formando la diócesis de Ciego de Ávila una de las nuevas diócesis de dicha provincia eclesiástica.

## Párrocos que ha tenido esta Iglesia
El listado que sigue resume los nombres de todos los sacerdotes que han tenido algún tipo de relación pastoral con la parroquia desde su fundación y hasta la actualidad.
| Presbíteros                                                                       | Duración (desde - hasta) | Duración (desde - hasta) | Observaciones                                   |
| Basilio María Madrigal y Valdivia                                                 | 26-10-1819               | 30-05-1831               | Teniente de Cura de Morón                       |
| Miguel González de la Torre                                                       | 25-06-1831               | 27-10-1847               | Teniente de Cura de Morón                       |
| Antonio José López Pérez                                                          | 17-03-1848               | 20-09-1848               | Teniente de Cura de Morón                       |
| José Cecilio de Santa Cruz                                                        | 18-01-1849               | 09-09-1852               | Teniente de Cura de Morón                       |
| Guillermo Ximénez                                                                 | 27-01-1853               | 06-03-1854               | Teniente de Cura de Morón                       |
| Benito Juan Viladevall Vilaseca                                                   | 15-03-1854               | 30-01-1907               | Primer párroco residente                        |
| Lázaro María de Pinedo                                                            | 08-11-1862               | 12-11-1862               | Párroco del Jíbaro, sustitución temporal        |
| Benito Iglesias González                                                          | 02-01-1907               | 18-06-1912               | Último cura residente en A.Blanco               |
| Valeriano Cano Cano                                                               | 01-12-1912               | 12-01-1915               | Teniente de Cura de Morón                       |
| Ángel Gáldiz Gogeascoechea                                                        | 17-02-1915               | 31-01-1917               | Teniente de Cura de Ciego de Ávila              |
| Fr. Constancio de San José, OCD                                                   | 18-06-1917               | 16-05-1918               | Comunidad Carmelita de Ciego de Ávila           |
| Fr. Benito de la Transverberación, OCD                                            | 19-07-1918               | 19-07-1918               | Comunidad Carmelita de Ciego de Ávila           |
| Fr. Benito de Santa Teresa, OCD                                                   | 20-08-1918               | 15-03-1919               | Comunidad Carmelita de Ciego de Ávila           |
| Fr. Santos de Santa Teresa, OCD                                                   | 15-03-1919               | 15-03-1919               | Comunidad Carmelita de Ciego de Ávila           |
| Fr. Lucio de San José, OCD                                                        | 10-04-1919               | 31-12-1921               | Comunidad Carmelita de Ciego de Ávila           |
| Antonio Báez, cura párroco de Yaguajay                                            | 07-11-1921               | 07-11-1921               | Sustitución temporal                            |
| Fr. Bernardino de la Sagrada Familia, OCD                                         | 05-01-1922               | 24-02-1922               | Comunidad Carmelita de Ciego de Ávila           |
| Fr. Eliseo de San José, OCD                                                       | 26-06-1923               | 06-07-1923               | Comunidad Carmelita de Ciego de Ávila           |
| Fr. Ambrosio de San José, OCD                                                     | xx-03-1922               | xx-xx-1923               | Comunidad Carmelita de Ciego de Ávila           |
| Fr. Estanislao de la Inmaculada, OCD - - - - - - (José Anastasio Pérez Hernández) | enero-1924               | agosto-1924              | Comunidad Carmelita de Ciego de Ávila           |
| Fr. Julio del Niño Jesús, OCD                                                     | 30-08-1924               | 03-10-1924               | Comunidad Carmelita de Ciego de Ávila           |
| José Ivars Ferrer                                                                 | 06-10-1924               | 08-08-1936               | Primer párroco residente en Jatibonico          |
| José María Capur                                                                  | xx-xx-1924               | xx-xx-1928               | Coadjutor residente en Jatibonico               |
| Dr. Jesús Manso Guerra                                                            | 11-07-1936               | 10-09-1938               | Segundo párroco residente en Jatibonico         |
| David Centelles Ortí (1909-1980)                                                  | 03-10-1938               | 05-05-1961               | Tercer párroco residente en Jatibonico          |
| Juan Antonio Salas Royano                                                         | 25-06-1939               | 02-07-1939               | Sustituto temporal del párroco                  |
| Ceferino Izquierdo                                                                | 29-06-1939               | 29-06-1939               | Sustituto temporal del párroco                  |
| Clemente Seoane Phego                                                             | 06-07-1939               | 24-02-1940               | Sustituto interino del párroco                  |
| Fr. Antonio Melo Quirós, OFM                                                      | 23-07-1944               | 23-07-1944               | Sustituto temporal del párroco                  |
| Ángel Hernández Cabanius, párroco de Morón                                        | 30-07-1944               | 30-07-1944               | Sustituto temporal del párroco                  |
| Salvador Herrera Fons SDB                                                         | 06-08-1944               | 13-08-1944               | Sustituto temporal del párroco                  |
| Tarsicio Villafuerte Arredondo                                                    | 03-09-1961               | 06-09-1962               | Cura Encargado (con residencia temporal)        |
| Enrique Miguel Fiol Villageliú, SJ (1916-2002)                                    | 13-09-1962               | 06-09-1962               | Cura Encargado (con residencia temporal)        |
| Donato Cavero Prieto, SJ                                                          | Oct-1962                 | 04-04-1963               | Cura Cooperador                                 |
| Fr. José María Martínez de Ilarduya Vélez de Mendizabal, OFM (1912-2016)          | 21-04-1963               | 16-04-1964               | Cura Encargado (con residencia temporal)        |
| Fr. Frank Dumois Ruiz, OFM                                                        | 19-04-1964               | 25-06-1964               | Cura Encargado                                  |
| Raúl Guzmán Piña (1935-2000)                                                      | 28-06-1964               | 31-07-1966               | Cura Encargado (con residencia temporal)        |
| Otto Traber Pumar, SJ                                                             | 04-08-1966               | 19-05-1968               | Cura Encargado (con residencia temporal)        |
| Enrique Miguel Fiol Villageliú, SJ (1916-2002)                                    | 23-05-1968               | 12-10-1969               | Cura Encargado (con residencia temporal)        |
| Fr. Félix Padrón Carcache, OFM (1940-2021)                                        | 23-05-1968               | 12-10-1969               | Cura Encargado (Franciscanos de Ciego de Ávila) |
| Mons. Adolfo Rodríguez Herrera, Obispo (1924-2003)                                | 19-10-1969               | Sept-1973                | Párroco Encargado                               |
| Otto Traber Pumar, SJ                                                             | 07-10-1973               | 29-06-1980               | Cura Encargado (con residencia temporal)        |
| Fr. Félix Padrón Carcache, OFM                                                    | 13-07-1980               | 21-06-1981               | Cura Encargado (Franciscanos de Ciego de Ávila) |
| Mario Mestril Vega                                                                | 28-06-1981               | 26-07-1981               | Cura Encargado                                  |
| Juan de la Caridad García Rodríguez                                               | 09-08-1981               | 11-08-1985               | Cura Encargado                                  |
| Raúl Evaristo Fernández Valledor                                                  | 18-08-1985               | 27-05-1990               | Cura Encargado                                  |
| Ignacio Zaldumbide Vilor                                                          | 10-06-1990               | 02-08-1992               | Cura Encargado                                  |
| Héctor Meléndez Varona                                                            | 09-08-1992               | 30-05-1993               | Cuarto párroco residente en Jatibonico          |
| Mons. Mario Mestril Vega, Obispo Auxiliar de Camagüey.                            | 06-06-1993               | 30-11-1994               | Párroco Encargado                               |
| Rafael Batalla Mingarro                                                           | 13-06-1993               | 27-11-1994               | Vicario cooperador                              |
| Vicente Pérez de la Cruz                                                          | 04-12-1994               | 25-04-1999               | Quinto párroco residente en Jatibonico          |
| Luis Hernando Arango Posada                                                       | 01-05-1999               | 07-01-2001               | Sexto párroco residente en Jatibonico           |
| Oscar Roldán Correa                                                               | 01-05-1999               | xx-08-2000               | Vicario cooperador (con residencia alternativa) |
| Carlos Miguel Salazar Cománs                                                      | 21-01-2001               | 04-03-2007               | Séptimo párroco residente en Jatibonico         |
| Mons. Tomás Chala Bernal                                                          | 10-03-2007               | 21-01-2011               | Octavo párroco residente en Jatibonico          |
| Miguel Eduardo Proaños Hernández                                                  | 10-03-2007               | 31-01-2011               | Vicario cooperador residente en Jatibonico      |
| Miguel Eduardo Proaños Hernández                                                  | 01-02-2011               | 15-12-2013               | Noveno párroco residente en Jatibonico          |
| Alexander Rojas Zapata                                                            | Mar-2011                 | Dic-2011                 | Vicario cooperador residente en Jatibonico      |
| Orlando Arango Posada                                                             | 10-01-2014               | 11-02-2018               | Décimo párroco residente en Jatibonico          |
| Rafael Wujec                                                                      | 18-02-2018               | 27-05-2018               | Vicario cooperador residente en Jatibonico      |
| John Fredy Castrillón Ruiz                                                        | 04-06-2018               | 29-09-2018               | Vicario cooperador residente en Jatibonico      |
| Jesús Garmilla Zapatero                                                           | 06-10-2018               | 08-12-2018               | Vicario cooperador residente en Jatibonico      |
| Wilson Ferney Cuervo Yepes                                                        | 10-12-2018               | 03-10-2022               | Decimoprimer párroco residente en Jatibonico    |
| José Rolando García Hernández, OSA                                                | Oct-2022                 | Mar-2023                 | Párroco de Chambas, vicario cooperador          |
| Andrés Manuel Ferrer Jiménez, Diác.Perm.                                          | 20-04-2005               | Actualidad               | Diácono Permanente parroquial                   |

## Valor patrimonial del Templo Parroquial
El templo parroquial católico, desde el punto de vista arquitectónico es de planta rectangular, de una sola nave, con Presbiterio, atrio y tres pequeñas capillas laterales, dos de ellas enfrentadas entre sí, justo a izquierda y derecha del presbiterio, que le confieren una falsa apareciencia de Cruz latina, mientras que la tercera capilla (dedicada conjuntamente al Baptisterio y a la Virgen de la Caridad del Cobre), está situada en el lateral izquierdo justo a la entrada del templo.
El posterior diseño de su torre, a modo de campanario, adosada a la Casa Parroquial, se deben al arquitecto español Claudio Muns Blanchart, afincado en la ciudad de Camagüey, quien dada su condición de católico practicante, prestó sus servicios en varias obras acometidas por el Obispado a precios muy ajustados para su época.
Tanto sus bancos como todo el doselado lateral del zócalo inferior de sus paredes, están hechos de madera de caoba, así como la celosía de entrada, rematada de una fina talla de ebanistería, realizado todo este enorme trabajo de carpintería, por el maestro ebanista Amable Pérez Galán, natural de Cangas de Onis, Principado de Asturias, España, quien residió, casó, tuvo familia y fue feligrés de dicha parroquia hasta su muerte.
Lo que más resalta a la vista de todos nada más adentrarnos en el templo son sus multicolores vidrieras, ya que posee unas preciadas galerías de hermosos y polícromos vitrales, escogidos, encargados, pagados e importados desde Irún, provincia de Guipúzcoa, País Vasco, España, en 1956, por el Reverendo David Centelles Ortí, de origen valenciano y quien a la sazón fungía como cura párroco en dicho período.
|  |  |

En las últimas décadas habían sufrido daños menores algunas de ellas, mientras que al menos un par de las mismas estaban mucho más deterioradas, por lo que fue encargado entre 2005 y 2006 por parte de su párroco el P. Carlos Salazar Cománs, -secundado por el Obispado-, una reparación a fondo de todos los vitrales, a 3 expertos en trabajos de conservación y mantenimiento de vitrales, basados en La Habana.
Hoy por hoy, es una de las más completas y mejor conservadas galerías acristaladas de toda la Isla de Cuba donde todas las existentes datan del pasado siglo XX.
Seguidamente se muestran algunos ejemplos de dichos vitrales, orgullo de todo jatiboniquense, -creyente o no-, por los méritos que los mismos aportan al acervo cultural local:

### Vitral principal (fondo del Presbiterio o Altar) (ala oeste)

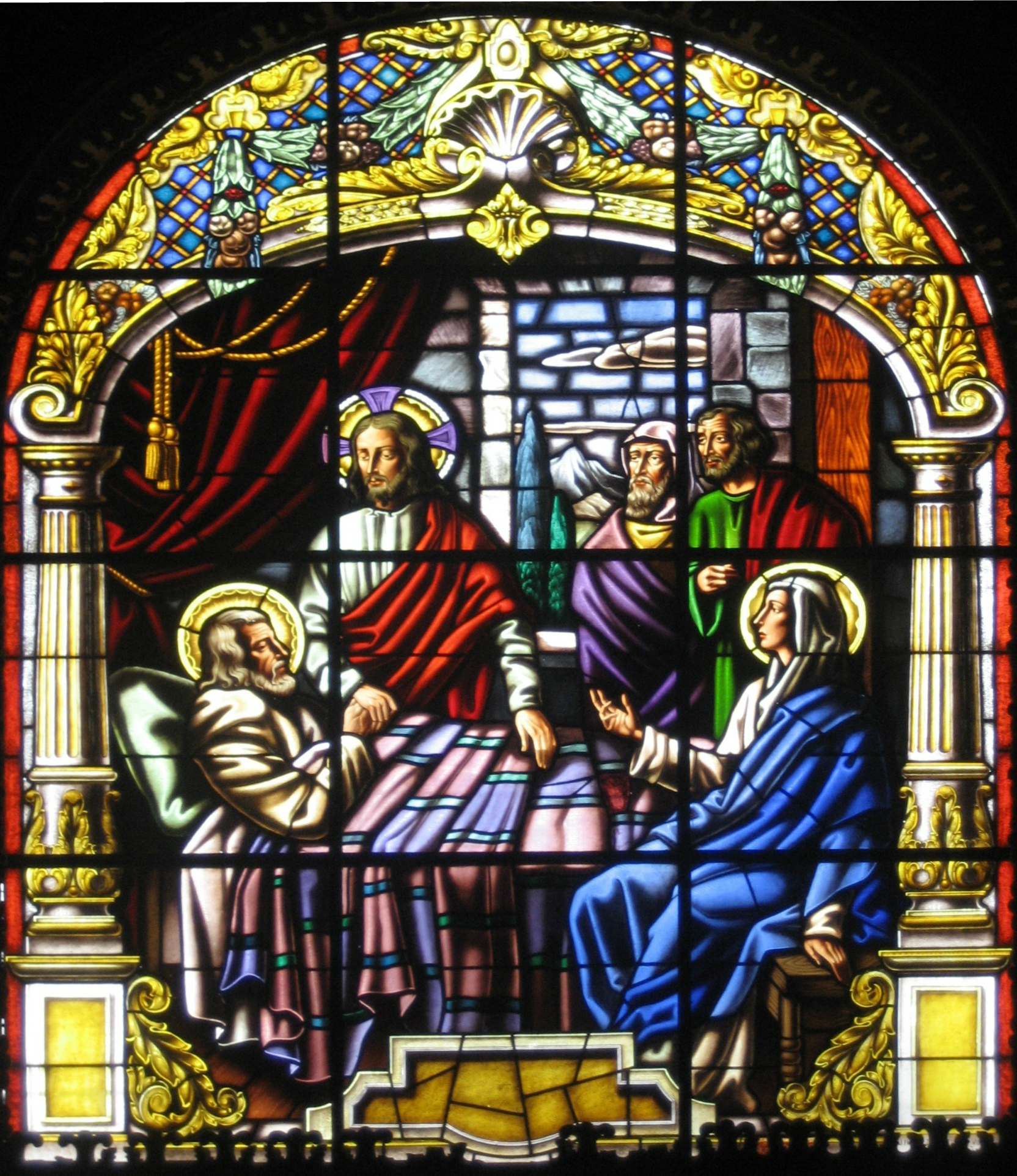
Vitral de la muerte de José de Nazareth, inspirado en el Evangelio Apócrifo "Historia Copta de José el Carpintero", verso XXIII. El pasaje narra cómo expira el Santo Patriarca, al lado de su virginal esposa María, confortado por su hijo putativo Jesús de Nazareth y en presencia del arcángel Miguel y del arcángel Gabriel que aquí aparecen representados bajo la forma de dos figuras humanas.

### Galería del lado norte
|  |  |  |  |

### Galería del lado sur
|  |  |  |  |

### Vitral alegórico del Presbiterio (ala sur)

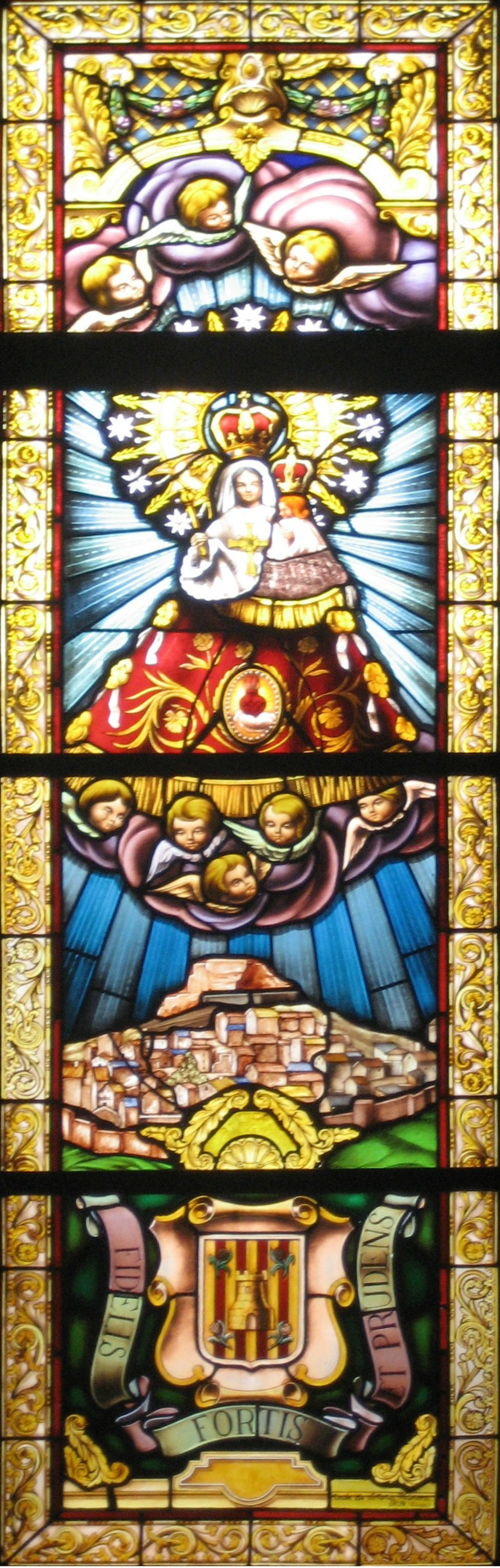
Vitral con la imagen de la "Mare de Deu de Vallivana" sobre el pueblo de Morella, Castellón, España.

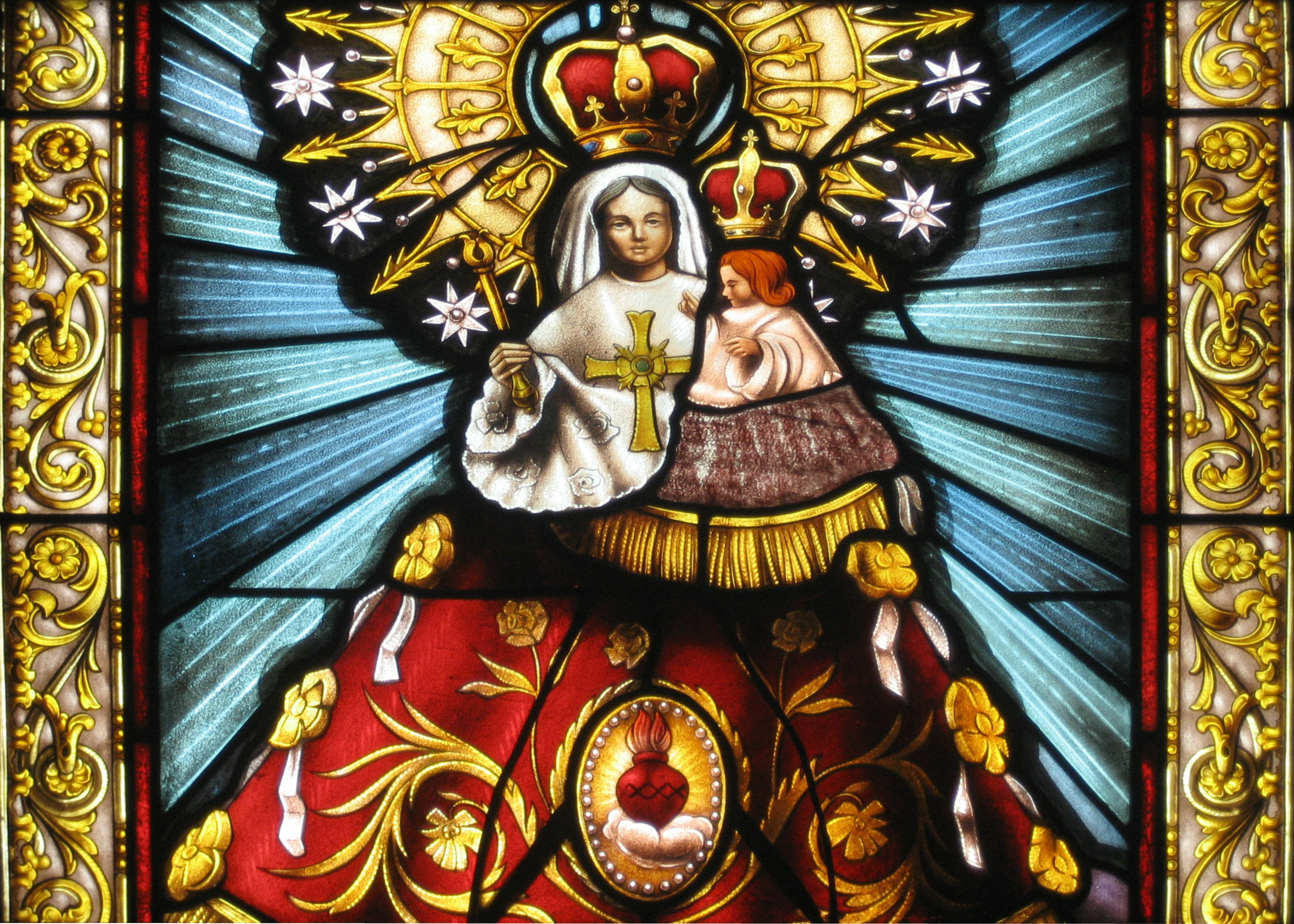
Vitral de la Virgen de Vallivana, detalle de la imagen.

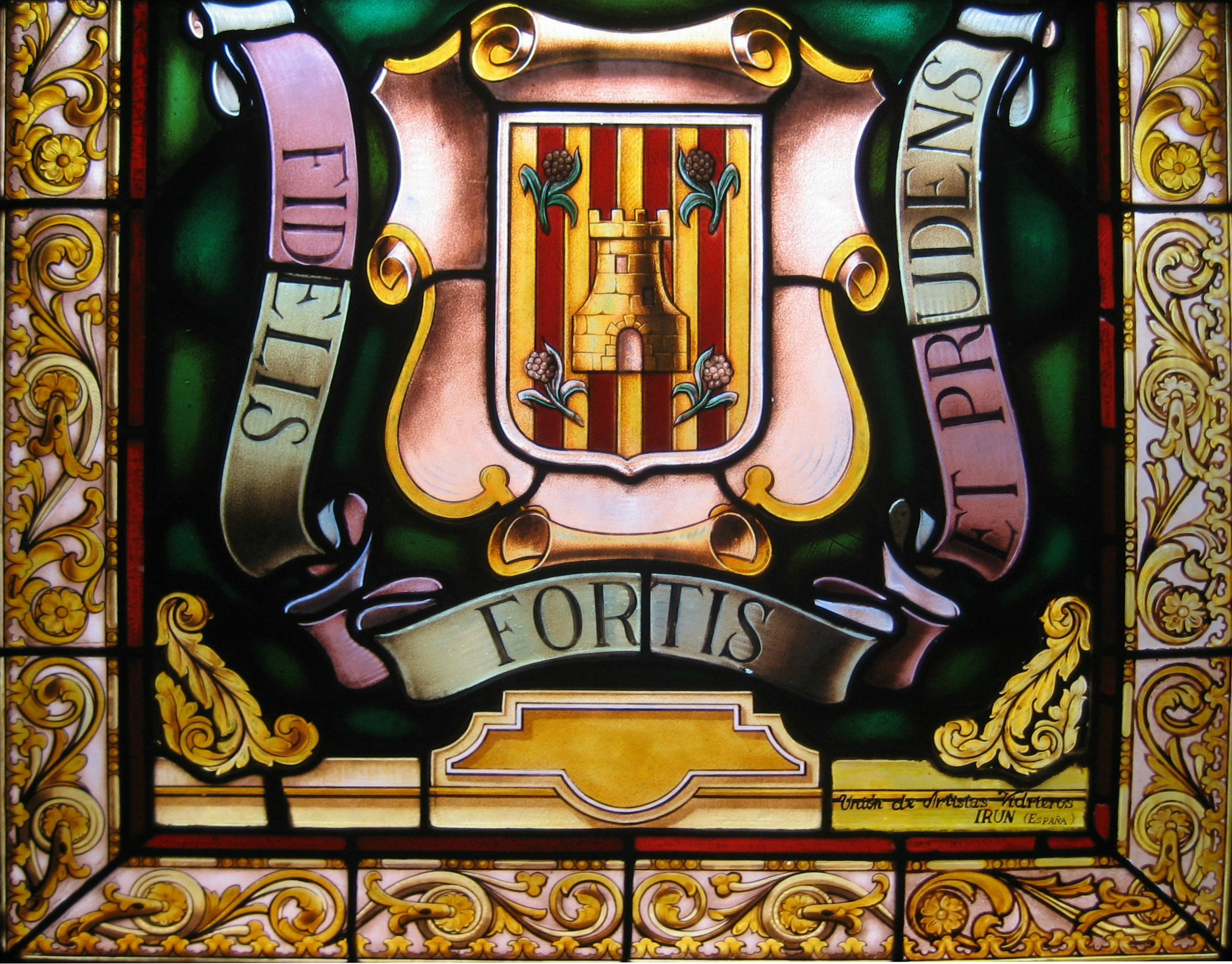
Detalle del Escudo de Armas de Morella. Contiene las barras del Reino de Aragón -de oro, cuatro palos de gules-, la torre del Reino de Castilla, con cuatro moras en cada uno de sus ángulos.

Este otro precioso -y para casi todos, totalmente desconocido o cuándo menos, enigmático vitral-, ubicado a la diestra del altar (mirando desde el fondo del presbiterio hacia la entrada de la iglesia), es el único que rompe con toda la bien conseguida galería josefina a lo largo y ancho del templo.
El mismo resultó ser el "capricho" del párroco Centelles, "mecenas parroquial", quien según testimonio de quien fuera su sacristana durante años, quiso dejar constancia del lugar de donde provenía tanto él mismo como sus raíces familiares, así como de su propia devoción a la Virgen, plasmando en este bien conseguido conjunto el patrocinio de Nuestra Señora, conocida bajo la Advocación de Madre de Dios de Vallivana, -una pedanía del municipio de Morella, donde está ubicado el Santuario de la Virgen de Vallivana, en la provincia de Castellón, Comunidad Valenciana, España-, con una reproducción de la ciudad amurallada bajo sus pies y debajo del pueblo, las antiguas armas heráldicas de Morella, flanqueadas por su divisa en latín: "Fidelis, Fortis, Prudens" ("Fiel, Fuerte, Prudente").
Según testimonio de Cuca (Rafaela Echemendía Guzmán -1916-2007-), -la antes mencionada declarante-, "el Padre Centelles, cada vez que celebraba Misa, y miraba hacia este vitral, tenía siempre presente tanto la memoria de los suyos, por quienes elevaba una intención muy personal, así como de las imágenes de su niñez, adolescencia y juventud que le recordaban su lugar de procedencia".
Sin lugar a dudas, es un vitral único, que recuerda un entorno único, hecho para un destino también único.

### Vitrales de la cara Este (pared frontal del templo)
|  |  |  |

Nota: El corte visible en la esquina superior izquierda del vitral de San Victoriano es producto del paso por esa zona del ángulo final de la escalera de subida a la entreplanta, -al espacio reservado al Coro-, lo que hace imposible divisar este vitral de forma completa.

### Capilla bautismal o de la Caridad (capilla sureste)
|  |  |

### Capilla de Santa Bárbara (capilla suroeste)
Vista del vitral dedicado a contener la imagen de la popular devoción de Santa Bárbara.
|  |  |

### Capilla de la Virgen de Fátima (capilla noroeste)
Visualización del vitral dedicado a los "tres pastorcitos portugueses" que protege por el fondo a la imagen de Nuestra Señora de Fátima donada al templo parroquial por las parejas formadas por el Dr. Antonio Rosendo Ledesma Ungo (1926-2010), su esposa Gladis Margarita Sánchez Sosa y Antonio Ledesma e Isabel Ungo, padres de él en el año 1958.
|  |  |

### Vitrales secundarios
Este par de vitrales se encuentran situados en las paredes laterales de la nave central a unos 7 metros desde el suelo, encima de las capillas de santa Bárbara y del Santísimo Sacramento, respectivamente. Suelen pasar casi desapercibidos, excepto para quienes se fijan al detalle en todo el esplendor del templo parroquial.
|  |  |

### Capilla delSantísimo Sacramento
El Señor Sacramentado o Jesús hecho Eucaristía, no tiene una capilla propiamente dicha dentro del templo parroquial pues originalmente antes del Concilio Vaticano II cuando fue edificada la actual nave del templo, el Sagrario ocupaba la posición principal al fondo del presbiterio, encima del altar, pero que tras la instalación de toda la galería de vidrieras, dicha posición la pasó a ocupar el vitral principal o el del fondo oeste dedicado al óbito del Santo Patriarca. 
De este modo, el Sagrario pasó a ocupar durante un tiempo el altar de Fátima o justo a su entrada izquierda, junto a la bajada derecha del Presbiterio, donde actualmente se encuentra situado, siendo visible desde todo el templo una vez flanqueadas la puerta principal de la iglesia. 
|  |

### Altares indistintamente situados en el templo
Entre los altares dedicados a distintas devociones ya sean universales o más bien locales, destacan los siguientes:

#### Altar del beato José López Piteira
El de la humilde imagen del beato José López Piteira, mártir natural del pueblo, beatificado en Roma en octubre de 2007, 81 años después de su martirio acaecido en el marco de la cruenta persecución religiosa en España antes y durante la Guerra Civil de la década de 1930 del pasado siglo XX.
La talla en madera de la imagen de fray José, hecha por el escultor local, Héctor Remedios, catecúmeno que recibió los Sacramentos en la Vigilia Pascual del año 2012, y a cuyo testimonio de entrega, el artista atribuye, en gran parte, su camino de conversión a la fe católica, por la devoción que despertó en su persona el conocimiento de la vida del mártir, ya beato, fue entronizada y bendecida por el Obispo diocesano Monseñor Mario Mestril, durante la Misa Solemne del centenario del nacimiento del primer beato originario de Cuba, el diácono y mártir agustino fray José López Piteira, que tuvo lugar en la parroquia el 16 de febrero de 2012.
Si su valor artístico es escaso, su contrapeso testimonial a nivel local es muy elevado.
|  |

#### Altar deSan Judas Tadeo
Pequeña talla donada al templo por una feligresa de la diáspora jatiboniquense residente fuera de la isla de la ampliamente difundida devoción particular al Apóstol San Judas, el pariente del Señor Jesús, cuya epístola católica es una de las más cortas y poco conocidas del Nuevo Testamento.
|  |

#### Imagen de laInmaculada Concepción
Esta imagen, única de las que aún se conservan del templo original inaugurado por el obispo Monseñor Enrique Pérez Serantes en 1933, es una bonita talla del estilo más conocido y difundido de la Inmaculada Concepción de la Virgen María la cual, tras la introducción de los vitrales en el último lustro de la década de 1950 pasó a la Sacristía de la Parroquia y desde hace algunos años, forma parte del despacho y archivo parroquial dándole la bienvenida a todos quienes vienen al templo parroquial para asuntos administrativos.
|  |

## Comunidad(es) religiosa(s) presente(s) en Jatibonico
Desde el año 1999 están presentes en esta parroquia las Religiosas Franciscanas Misioneras de María, cuya fundación fue debida a la donación que hiciera una feligresa local, Victoria Orellanes Consuegra, -nonagenaria fallecida en noviembre de 2007-, a favor del Obispado de Ciego de Ávila, en la persona de su ordinario, quien extendió la invitación a esta congregación religiosa, por expreso deseo de toda la feligresía que clamaba por ello desde hacía varias décadas, y cuya aceptación recayó en dicha Congregación, después de ser estudiada y desestimada por las Salesianas, Teresianas y Siervas de San José. Desde esta casa, primera fundación de las hermanas en Cuba, salieron las 4 hermanas misioneras que fueron acogidas e invitadas por la diócesis de Cienfuegos para una segunda fundación en Cuba.
El antiguo caserón donde se radicó la comunidad que llegó a contar hasta con 6 religiosas, fue totalmente reformado por acometida del Obispado y hoy ya se ha adaptado casi por completo para acoger a las 4 religiosas que actualmente conforman la Comunidad Religiosa local.
|  |  |

Las profesas se dedican sobre todo a la atención pastoral de las comunidades periféricas carentes de templo, organizando en dichos lugares la Catequesis y la atención pastoral y la coordinación con el párroco y con el diácono permanente para las celebraciones litúrgicas y la administración de los sacramentos.
Su labor también se extiende a actividades asistenciales entre los más necesitados, propias del carisma franciscano.
Están situadas en la misma calle que el templo parroquial, en el número 50 de la calle de Céspedes, justo enfrente del reformado templo de la Primera Iglesia Bautista de Jatibonico.
=

## Otras Iglesias presentes en Jatibonico
La Iglesia Bautista de Jatibonico, que celebró su centenario de fundación en el pueblo en el 2007, posee un espacio en Internet donde se puede encontrar un detallado informe de su implantación en nuestro municipio en la página web correspondiente a la Convención Bautista de Cuba Oriental, a la cual está adscrita dicha denominación Iglesias evangélicas surgida en el seno de la Reforma Protestante.
Actualmente, del seno de dicha Iglesia han nacido otras dos nuevas comunidades cristianas, denominadas Segunda y Tercera Iglesia, respectivamente, por lo que la fundada originalmente hace poco más de un siglo, ahora es la Primera Iglesia Bautista de Jatibonico.
Es curioso mencionar el detalle de que Jatibonico es el único pueblo de Cuba que tuvo primero un templo protestante, antes que uno católico.
También existen en el término municipal templos o casas de culto de otras denominaciones como son la Iglesia Pentecostal y la Iglesia Evangélica de los Pinos Nuevos, Iglesia del Evangelio Completo, del Bando Evangélico de Gedeón y más recientemente de la Iglesia Adventista del Séptimo Día y de la Iglesia Metodista. Todas ellas forman parte de las ramas del pentecostalismo y/o de las Iglesias Restauracionistas dentro del Cristianismo Protestante.
No se debe de dejar de mencionar en este espacio a los Testigos de Jehová, presentes en el pueblo desde hace más de medio siglo, así como a algunos otros que forman parte de la Iglesia Presbiteriana, y de la Iglesia Episcopal. De entre las citada denominaciones, aquellas que no poseen templo propio en el término municipal, sus miembros acuden a los servicios religiosos en las vecinas ciudades de Sancti Spíritus y Ciego de Ávila.